# Karakalou

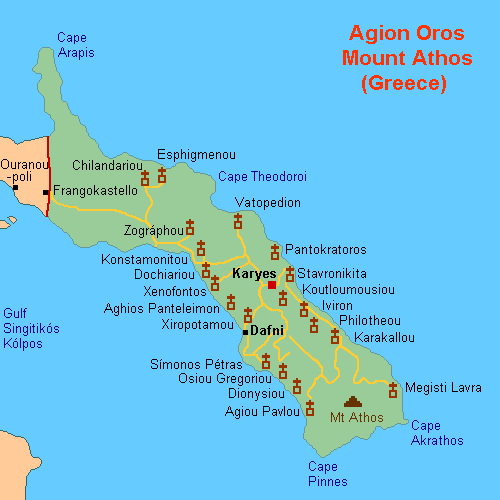

Kloster Karakallou – Verteidigungsturm im westlichen Teil der Anlage

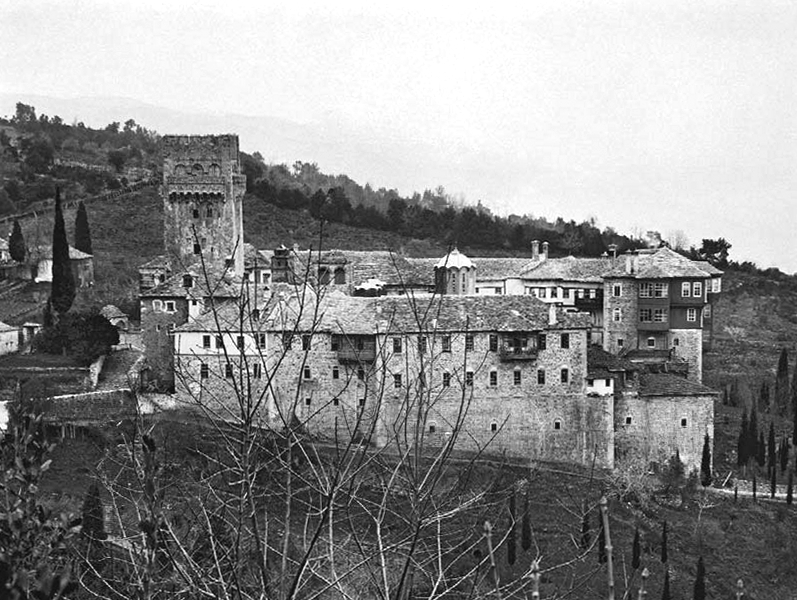
Kloster Karakallou – Blick aus südlicher Richtung

Das Kloster Karakallou (griechisch Μονή Καρακάλλου) ist ein orthodoxes Kloster auf dem Berg Athos in Griechenland. Es liegt 160 Meter über dem Meer auf einer Terrasse am nordöstlichen Abhang der athonitischen Halbinsel.
Innerhalb der Hierarchie der Athosklöster nimmt das Kloster Karakallou den 11. Rang ein.
Der Hauptfesttag ist der 29. Juni (Peter und Paul).

## Geschichte
Über die Herkunft des Namens Karakallou sowie über die Gründung des Klosters existieren verschiedene Legenden. Am wahrscheinlichsten ist jedoch, dass die Erbauung am Anfang des 11. Jahrhunderts begann, und dass in einem Mönch namens Karakalas die namensgebende Gründerfigur zu sehen ist. Eine auf das Jahr 1018 datierte Urkunde legt die Grenzen des Klosters fest und belegt damit seine Existenz zu diesem Zeitpunkt.
Angriffe, Plünderungen und Zerstörungen im 13. und zu Anfang des 14. Jahrhunderts hinterließen das Kloster als Ruine. Durch die Unterstützung der byzantinischen Kaiser Michael VIII., Andronikos II. und Johannes V. konnte allerdings eine Wiederbesiedlung und der Wiederaufbau des Klosters durchgeführt werden. Im 16. Jahrhundert wurde Karakallou dann großzügig von der Familie des Wojewoden des Fürstentums Moldau, Petru IV. Rareș, unterstützt. In dieser Zeit wurden beispielsweise der beherrschende zinnengekrönte Verteidigungsturm und das Katholikon errichtet.
Während des 17. Jahrhunderts gehörte Karakallou zu den florierendsten Klöstern auf dem Athos und wurde von ungefähr 500 Mönchen bewohnt – heute sind es etwa 30.